# 帕齐·古佐
帕齐·古佐（英語：Patsy Guzzo，1914年10月14日—1993年1月16日），加拿大男子冰球运动员，场上位置是前锋。他曾代表加拿大参加1948年冬季奥林匹克运动会冰球比赛，获得一枚金牌。